# Campionati europei di nuoto artistico 2025 - Squadra programma tecnico
La gara a squadre programma tecnico ai campionati europei di nuoto artistico 2025 si è svolta il 4 giugno 2025 presso il Penteada Olympic Swimming Pools Complex di Funchal. Hanno preso parte alla competizione 8 squadre nazionali

## Risultati
| Pos. | Atleti | Squadra       | DD     | EL       | AI       | Punti    | Pen |
| ---- | --- | ------------- | ------ | -------- | -------- | -------- | --- |
|      | Cristina Arambula Casares Meritxell Ferre Gaset Marina Garcia Polo Lilou Lluis Valette Alisa Ozhogina Ozhogin Paula Ramirez i Ibanez Sara Saldana Lopez Iris Tio Casas | Spagna        | 43.00  | 171.2060 | 119.1750 | 290.3810 |     |
|      | Oleksandra Goretska Mariia Hrynishyna Uliana Hrynishyna Alisa Kulyk Yelyzaveta Lymar Daria Moshynska Daria Prynko Anastasiia Shmonina                                  | Ucraina       | 42.325 | 157.9233 | 108.3000 | 266.2233 |     |
|      | Angeline Bertinelli Jeanne Clair Ambre Esnault Heloise Guillot Claudia Janvier Romane Lunel Romane Temessek Lou Thuillier                                              | Francia       | 43.875 | 160.0983 | 105.6250 | 265.7233 |     |
| 4    | Valentina Bisi Beatrice Esegio Marta Iacoacci Alessia Macchi Sofia Mastroianni Susanna Pedotti Sophie Tabbiani Giulia Vernice                                          | Italia        | 32.25  | 151.1567 | 108.5250 | 259.6817 |     |
| 5    | Thaleia Dampali Olga Imvrioti Athina Kamarinopoulou Zoi Karangelou Sofia Evangelia Malkogeorgou Despoina Pentza Sofia Rigakou Vasiliki Thanou                          | Grecia        | 41.725 | 150.6401 | 104.9250 | 255.5651 |     |
| 6    | Yogev Dagan Catherine Kunin Alexandra Lerman Lior Makmel Aya Mazor Ariel Nassee Shaya Sar Shalom Nechmad Yaara Sharabi                                                 | Israele       | 25.625 | 125.0668 | 101.0000 | 226.0668 |     |
| 7    | Nela Carvasova Diana Cipova Karolina Jetmarova Nicole Jurakova Barbora Kalvodova Mariana Kudynova Silvia Majerova Simona Urbankova                                     | Rep. Ceca     | 35.30  | 127.2233 | 92.0250  | 219.2483 |     |
| 8    | Robyn Eve Ashworth Katherine Danae Boitsidis Loya Cenkci Jessica Grace Hinxman Holly Hughes Sophie Rowney Magdalena Townsend Cara Zeidler                              | Gran Bretagna | 14.50  | 82.1500  | 90.7250  | 172.8750 |     |